# Stanislav Rakús
Stanislav Rakús (ur. 20 stycznia 1940 w Šúrovcach) – słowacki prozaik i literaturoznawca.
W 2010 r. został laureatem prestiżowej słowackiej nagrody literackiej Anasoft litera (za książkę Telegram), a w 2021 roku Krištáľové krídlo. 

## Twórczość
Proza
- 1976 – Žobráci
- 1979 – Pieseň o studničnej vode
- 1993 – Temporálne poznámky
- 2004 – Nenapísaný román
- 2008 – Excentrická univerzita
- 2010 – Telegram

Proza dla dzieci i młodzieży
- 1986 – Mačacia krajina

Literaturoznawstwo
- 1982 – Próza a skutočnosť
- 1988 – Epické postoje
- 1993 – Medzi mnohoznačnosťou a presnosťou
- 1995 – Poetika prozaického textu
- 2003 – Z rozprávaní, úvah a rozhovorov